# Alter Jüdischer Friedhof Smíchov

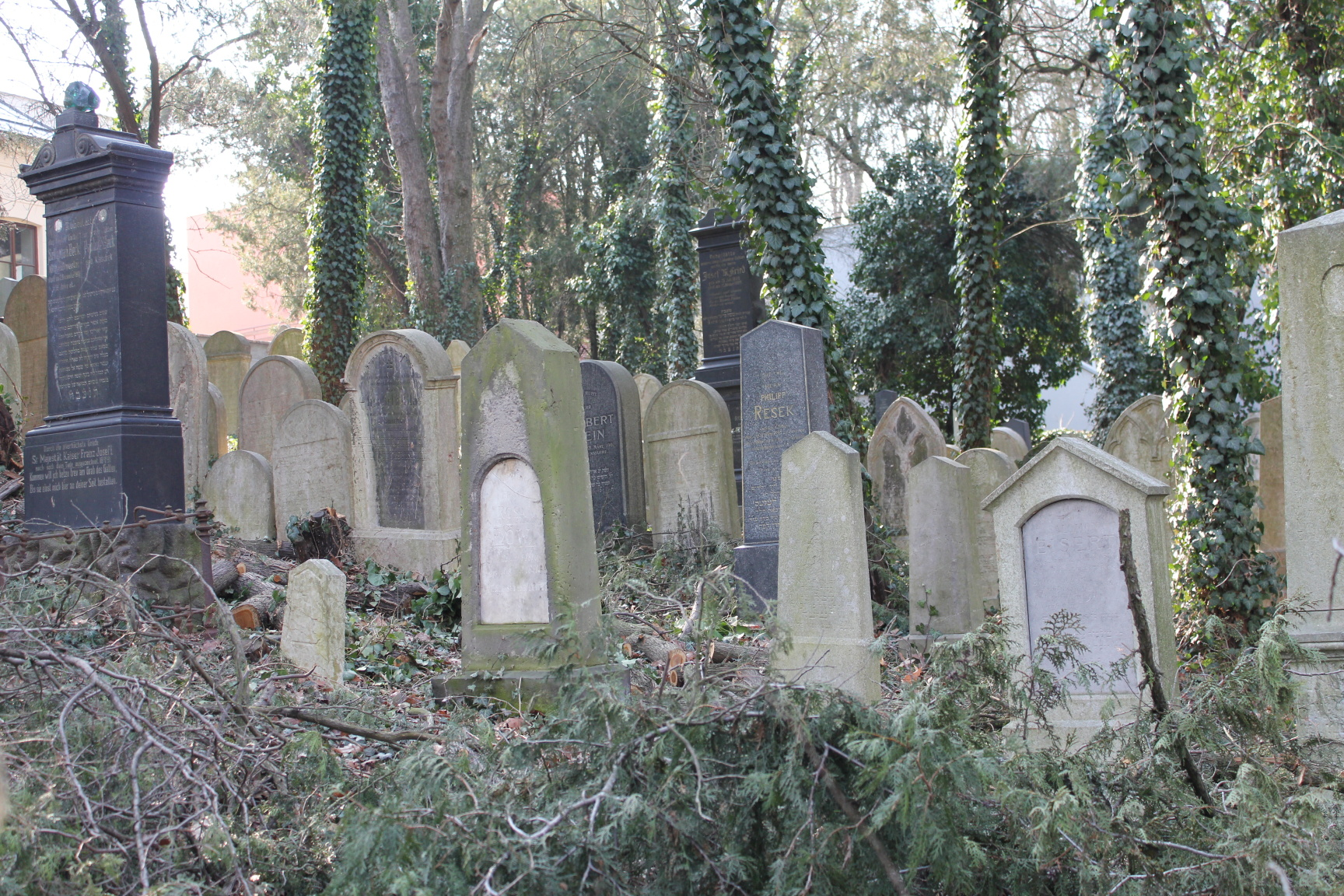
Der jüdische Friedhof in Prag-Smíchov (2012)

Der Alte jüdische Friedhof Prag-Smíchov ist ein Friedhof in Smíchov (deutsch Smichow), einem westlich der Moldau gelegenen Stadtteil der tschechischen Hauptstadt Prag. 
Auf dem 1531 m² großen jüdischen Friedhof, der im Jahr 1788 angelegt wurde, befinden sich etwa 600 Grabsteine. Er wurde bis Anfang des 20. Jahrhunderts für Bestattungen genutzt und schließlich durch den 1903 eröffneten Neuen Jüdischen Friedhof Prag-Smíchov auf dem  Malvazinky-Friedhof abgelöst.